# Alt Sankt Johann
Alt St. Johann is een plaats en voormalige gemeente in het Zwitserse kanton Sankt Gallen en maakt deel uit van de gemeente Wildhaus-Alt St. Johann in het district Toggenburg.
Alt St. Johann telt 1441 inwoners.

## Historie
zie abdij Sankt Johann im Thurtal
- Gemeinsame Normdatei: 4444886-7
- Historisch woordenboek van Zwitserland: 001375
- Virtual International Authority File: 125229707
- WorldCat: E39PBJjdkTHfGFw9cygfrGXrv3